# بنك الرياض
بنك الرياض، هو أحد أكبر المؤسسات المالية في المملكة العربية السعودية والشرق الأوسط، بدأ نشاطه في العام 1957م، ويبلغ رأس المال 30 مليار ريال سعودي.

## التاريخ
تأسس بنك الرياض كشركة مساهمة سعودية مسجلة بالمملكة العربية السعودية، بموجب المرسوم الملكي وقرار مجلس الوزراء رقم 91 بتاريخ 1 جمادى الأول 1377هـ الموافق 23 نوفمبر 1957م. يعمل البنك بموجب السجل التجاري رقم 1010001054 الصادر بتاريخ 25 ربيع الثاني 1377هـ الموافق 18 نوفمبر 1957م من خلال شبكة فروعه البالغ 334 فرع في المملكة العربية السعودية وفرعًا واحدًا في مدينة لندن في المملكة المتحدة، ووكالة في مدينة هيوستن في الولايات المتحدة الأمريكية، ومكتبًا تمثيليًا في سنغافورة.

## النشاط
يقوم بنك الرياض بشكل رئيسي، بجميع الأعمال المصرفية والاستثمارية؛ سواءً لحسابه أو لحساب الغير في المملكة العربية السعودية وخارجها، حيث يقدم منظومة متكاملة من الخدمات المصرفية للشركات والأفراد، ويقوم بتمويل كافة الأنشطة والمشاريع التجارية والصناعية، ومشاريع البنية التحتية؛ من خلال شبكة فروعه البالغ عددها 308 فرعًا داخل المملكة، وفرع لندن بالمملكة المتحدة، ووكالة هيوستن بالولايات المتحدة الأمريكية، ومكتب تمثيلي في سنغافورة. كما يقوم البنك من خلال شركة الرياض المالية المملوكة بالكامل للبنك، بتقديم مجموعة متنوعة من خدمات إدارة الأصول والمصرفية الاستثمارية، كما يعمل على تلبية احتياجات الأفراد؛ بتوفير خدمات الوساطة في أسواق المال، بالإضافة إلى مجموعة واسعة من خدمات الاستثمار والصناديق الاستثمارية.

## الشركات التابعة
يملك بنك الرياض عدة شركات تابعة، وهي:

### شركة الرياض المالية
الرياض المالية هي شركة مساهمة مقفلة برأس مال مقداره 500 مليون ريـال، مملوكة بالكامل لبنك الرياض ومرخصة من هيئة السوق المالية لتقديم خدمات التعامل بصفة أصيل ووكيل، ومتعهد بالتغطية، والترتيب، والإدارة، وتقديم المشورة، والحفظ للأوراق المالية، ومقرها الرئيس الرياض.

### شركة إثراء الرياض العقارية
شركة ذات مسؤولية محدودة، مملوكة بالكامل لبنك الرياض، ومسجلة بالمملكة، ومقرها الرئيس الرياض، ويبلغ رأس مالها المدفوع 10 ملايين ريـال سعودي، موزعة على عدد مليون سهم، بقيمة اسمية للسهم تبلغ 10 ريالات سعودية. وتهدف الشركة إلى القيام بخدمات قبض وإدارة الأصـول المُفرغة للمالك وللغير، كضمانات، وبيع وشراء العقارات للأغراض التمويلية التي تأسست من أجلها.

### شركة الرياض لوكالة التأمين
شركة الرياض لوكالة التأمين، هي شركة ذات مسؤولية محدودة، مملوكة بالكامل لبنك الرياض، ويبلغ رأس مالها 500 ألف ريـال، مدفوعة بالكامل، وهي مسجّلة في المملكة، ومقرها الرئيس الرياض، وتهدف الشركة إلى تسويق وبيع منتجات التأمين، التي توفرها الشركة العالمية للتأمين التعاوني إلى بنك الرياض، ولعملائه من الأفراد والشركات، مع إمكانية توسيع أنشطتها لتشمل عملاء سوق التأمين السعودي.

### شركة كيرزون ستريت بروبيرتيز ليميتد
شركة كيرزون بروبيرتيز ستريت ليميتد مملوكة بالكامل لبنك الرياض ومؤسسة في جزيرة مان لغرض خاص وذلك لامتلاك العقارات في المملكة المتحدة.

### شركة الرياض للأسواق المالية
شركة مرخصة في جزر كايمان، وتختص بتنفيذ معاملات المشتقات المالية مع الأطراف الدولية نيابة عن بنك الرياض.

### شركة إسناد الرياض للموارد البشرية
شركة إسناد الرياض للموارد البشرية، هي شركة ذات مسؤولية محدودة تأسست عام 2020م، وهي مملوكة بالكامل لبنك الرياض ويبلغ رأس مالها 500 ألف ريـال، مدفوعة بالكامل، وهي مسجّلة في المملكة العربية السعودية ومقرها الرئيس الرياض. وتهدف الشركة إلى تقديم خدمات الموارد البشرية (المكتبية - التشغيلية) حصراً لبنك الرياض والشركات التابعة له بغرض خفض التكاليف وتقليل المخاطر على البنك والتي تنتج عن الاعتماد على شركات تشغيلية خارجية.

### قائمة الشركات التابعة
| الشركة التابعة                     | رأس المال بالريال | إجمالي عدد الأسهم* | نسبة الملكية | النشاط الرئيسي | الدولة محل التأسيس       | الدولة محل النشاط        |
| ---------------------------------- | ----------------- | ------------------ | ------------ | --- | ------------------------ | ------------------------ |
| شركة الرياض المالية                | 500,000,000       | 50,000,000         | %100         | القيام بأنشطة التداول بصفة أصيل ووكيل، والتعهد بالتغطية، وإنشاء الصناديق والمحافظ الاستثمارية وإدارتها، بالإضافة إلى ترتيب وتقديم الاستشارات، وخدمات الحفظ للأوراق المالية، وإدارة المحافظ والتداول. | المملكة العربية السعودية | المملكة العربية السعودية |
| شركة إثراء الرياض العقارية         | 10,000,000        | 1,000,000          | %100         | مسك وإدارة الأصول المقدمة من العملاء على سبيل الضمانات، وبيع وشراء العقارات للأغراض التمويلية التي أنشئت من أجلها الشركة.                                                                            | المملكة العربية السعودية | المملكة العربية السعودية |
| شركة الرياض لوكالة التأمين         | 500,000           | 50,000             | %100         | تعمل كوكيل بيع منتجات التأمين المملوكة والمدارة من قبل شركة تأمين رئيسية أخرى. | المملكة العربية السعودية | المملكة العربية السعودية |
| شركة كيرزون ستريت بروبيرتيز ليميتد | 10,248            | 2,000              | %100         | شركة مؤسسة لغرض خاص وذلك لامتلاك العقارات. | جزيرة مان                | المملكة المتحدة          |
| شركة الرياض للأسواق المالية        | 187,500           | 50,000             | %100         | القيام بمعاملات المشتقات المالية، واتفاقيات إعادة الشراء، مع الأطراف الدولية نيابة عن بنك الرياض. | جزر كايمان               | المملكة العربية السعودية |
| شركة اسناد الرياض للموارد البشرية  | 500,000           | One cash share     | %100         | تقديم خدمات الموارد البشرية التشغيلية حصراً لبنك الرياض والشركات التابعة له. | المملكة العربية السعودية | المملكة العربية السعودية |

* يمثل إجمالي الأسهم المُصْدِرَة؛ ماعدا ما يخص شركة الرياض للأسواق المالية؛ حيث تم إصدار 50,000 سهم (حصة نقدية واحده) ويحتفظ بها البنك.

## الشركات الزميلة
تتمثل الاستثمارات في الشركات الزميلة:
| الشركة التابعة                                        | رأس المال بالريال | إجمالي عدد الأسهم* | نسبة الملكية | النشاط الرئيسي | الدولة محل التأسيس       | الدولة محل النشاط        |
| ----------------------------------------------------- | ----------------- | ------------------ | ------------ | --- | ------------------------ | ------------------------ |
| شركة آجل للخدمات التمويلية                            | -                 | -                  | %48.46       | تعمل الشركة في أنشطة التمويل بما في ذلك التأجير (وغيره من المنتجات ذات الصلة) للمشاريع في القطاعات الصناعية والنقل والزراعية والتجارية وغيرها، إلى جانب الايجار التمويلي للأصول الثابتة والمنقولة. | المملكة العربية السعودية | المملكة العربية السعودية |
| رويال اند صن للتأمين التعاوني (الشرق الاوسط) المحدودة | -                 | -                  | %21.4        | تعمل في مجال التمويل وإعادة التمويل. | مملكة البحرين            | مملكة البحرين            |
| الشركة العالمية للتأمين التعاوني                      | -                 | -                  | %30.6        | تقوم الشركة بعمليات التأمين التعاوني وإعادة التأمين وجميع الأنشطة ذات الصلة وفقاً للقوانين واللوائح المعمول بها في المملكة.                                                                         | المملكة العربية السعودية | المملكة العربية السعودية |

## البيانات
| تاريخ التأسيس | تاريخ الادراج | الرمز الدولي | نهاية السنة المالية | مراجعي الحسابات                      |
| ------------- | ------------- | ------------ | ------------------- | ------------------------------------ |
| 23-11-1957    |               | SA0007879048 | 31/12               | أرنست آند يونغ، برايس وتر هاوس كوبرز |

## ملف الأسهم
| رأس المال المصرح به (ريال سعودي) | عدد الأسهم المصدرة | رأس المال المدفوع (ريال سعودي) | القيمة الاسمية للسهم | القيمة المدفوعة للسهم |
| -------------------------------- | ------------------ | ------------------------------ | -------------------- | --------------------- |
| 30,000,000,000                   | 3,000,000,000      | 30,000,000,000                 | 10                   | 10                    |

تغيرات في راس المال
| تاريخ اعلان التوصية | نوع الإصدار   | تاريخ الاستحقاق | رأس المال الجديد | رأس المال السابق | الفرق التراكمي   | ملاحظات                                                                                                   |
| ------------------- | ------------- | --------------- | ---------------- | ---------------- | ---------------- | --- |
| 2014-01-30          | منحة اسهم     | 2014-05-26      | 30,000,000,000   | 15,000,000,000   | + 29,800,000,000 | |
| 2007-09-12          | حقوق الاولوية | 2008-05-12      | 15,000,000,000   | 6,250,000,000    | + 14,800,000,000 | |
| 2005-12-12          | منحة اسهم     | 2006-02-27      | 6,250,000,000    | 5,000,000,000    | + 6,050,000,000  | |
| 2004-12-13          | منحة اسهم     | 2005-02-21      | 5,000,000,000    | 4,000,000,000    | + 4,800,000,000  | |
| فبراير 1994         | منحة اسهم     |                 | 2,000,000,000    | 4,000,000,000    | + 3,800,000,000  | 100 % (سهم واحد مجاناً لكل سهم)                                                                            |
| فبراير 1991         | منحة اسهم     |                 | 200,000,000      | 2,000,000,000    | + 1,800,000,000  | 900 % (5 أسهم مجانية لكل سهم طرح 8 ملايين سهم للإكتتاب العام قيمة كل سهم 100 ريال + علاوة إصدار 375 ريال) |

## المساهمون الكبار
البيانات التاريخية للمساهمين الكبار كما في 31 ديسمبر2021:
| البند | الإسم                                | اجمالي نسبة التملك |
| ----- | ------------------------------------ | ------------------ |
| 1     | صندوق الا ستثمارات العامه            | 21.75              |
| 2     | المؤسسه العامه للتامينات الا جتماعيه | 21.09              |
| 3     | شركة النهلة للتجارة والمقاولات       | 8.73               |
| 4     | شركة اصيلة للا ستثمار مساهمة مقفلة   | 8                  |

## وصلات خارجية
- بنك الرياض- الموقع الرسمي.